# Wyrównany koszt energii

Wyrównany koszt energii (przy stopie dyskontowej 12%, w rozważanym okresie 25 lat): Wraz z coraz powszechniejszym wdrażaniem odnawialnych źródeł energii, ich koszt spada, w przypadku paneli słonecznych w dekadzie 2010-2020 ponad dziesięciokrotnie.

Wyrównany koszt energii (ang. LCOE – levelized cost of electricity) – miara średniego obecnego kosztu netto wytwarzania energii elektrycznej przez elektrownię w ciągu jej życia.
LCOE służy do planowania inwestycji i spójnego porównywania różnych metod wytwarzania energii elektrycznej. Wyrównany koszt energii „reprezentuje średni przychód na jednostkę wytworzonej energii elektrycznej, który byłby wymagany do odzyskania kosztów budowy i eksploatacji elektrowni w założonym cyklu życia i pracy” i jest obliczany jako stosunek wszystkich zdyskontowanych kosztów potrzebnych do wytworzenia energii elektrycznej (w tym budowy) podzielony przez zdyskontowaną sumę faktycznie dostarczonych ilości energii
Wielkości wpływające na oszacowania wyrównanego kosztu energii mogą obejmować koszt kapitału, wycofania z eksploatacji, koszty paliwa, stałe i zmienne koszty eksploatacji i konserwacji, koszty finansowania oraz zakładany stopień wykorzystania.
Wyrównany koszt energii wytwarzanej przez panele słoneczne oraz naziemnych turbin wiatrowych jest niższy niż w przypadku elektrowni opalanych węglem i gazem (odpowiednio 4 i 2 razy) i znacznie niższy niż w przypadku elektrowni jądrowych (nawet 10-krotnie).

## Wpływ stopy dyskontowej
Koszt kapitału uwzględniany przy pomocy stopy dyskontowej jest jednym z bardziej kontrowersyjnych parametrów potrzebnych do obliczenia LCOE, bo znacznie wpływa na absolutne wartości oszacowań i często wybierany jest dość arbitralnie. Dobrym przykładem są obliczenia NEA dla małoskalowych instalacji fotowoltaicznych dla 3% stopie dyskontowej dają LCOE $150/MWh i $250/MWh dla 10% stopy. Analiza wrażliwości LCOE na wartość stóp dyskontowych Lazarda z 2020 r. pokazuje znaczne różnice w oszacowaniach dla stóp dyskontowych od 6% do 16% jednak zawsze prowadzi do identycznego uszeregowania różnych inwestycji energetycznych ze względu na LCOE.